# Västra Eneby socken
Västra Eneby socken i Östergötland ingick i  Kinda härad, ingår sedan 1974 i Kinda kommun och motsvarar från 2016 Västra Eneby distrikt.
Socknens areal är 129,95 kvadratkilometer varav 115,45 land. År 2000 fanns här 450 invånare. Sockenkyrkan Västra Eneby kyrka ligger i socknen. 

## Administrativ historik
Västra Eneby socken har medeltida ursprung under namnet Eneby socken som sedan under 1700-talet fick dagens namn. 
Vid kommunreformen 1862 övergick socknens ansvar för de kyrkliga frågorna till Västra Eneby församling och för de borgerliga frågorna till Västra Eneby landskommun. Landskommunen uppgick 1952 i Västra Kinda landskommun som 1974 uppgick i Kinda kommun.
1 januari 2016 inrättades distriktet Västra Eneby, med samma omfattning som församlingen hade 1999/2000.  
Socknen har tillhört samma fögderier och domsagor som Kinda härad.  De indelta soldaterna tillhörde   Första livgrenadjärregementet, Ydre kompani och Andra livgrenadjärregementet, Vifolka kompani.

## Geografi

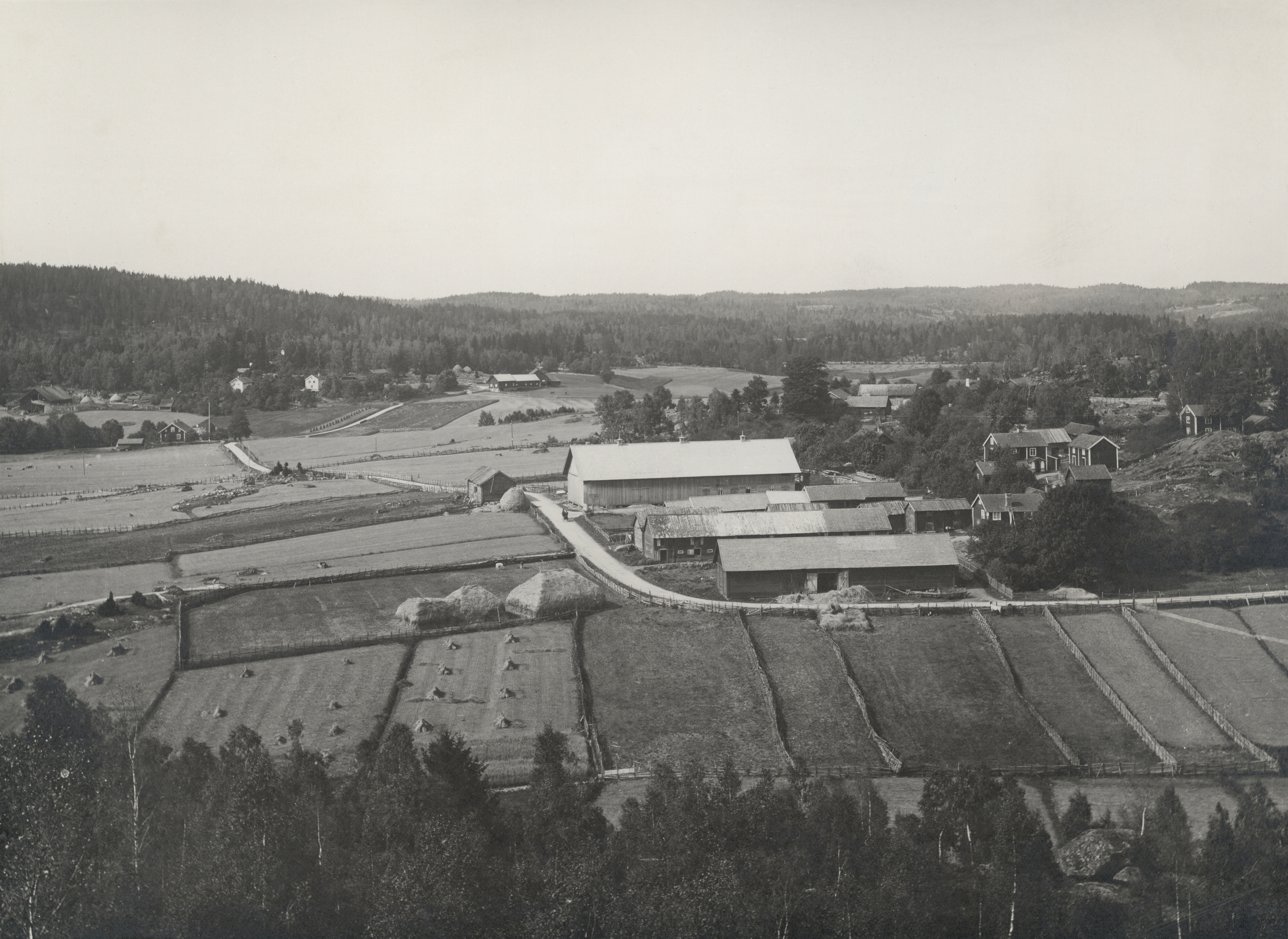
Näsby oskiftade by sedd från Hammarkullen, 1898.

Västra Eneby socken ligger närmats väster om Åsunden vid Kisaåns utlopp och nordost om Kisa. Socknen har dalbygder vid Åsunden och är i övrigt en starkt kuperad skogs- och bergsbygd med höjder som når upp till 235 meter över havet.

## Fornlämningar
Kända från socknen är spridda stensättningar, 18 gravfält och fyra fornborgar från järnåldern. En runristning är antecknad vid Bykudden (nu borta).

## Namnet
Namnet (1351 Eneby) kommer från kyrkbyn. Förleden innehåller ene, 'endunge' och efterleden by.

### Fotnoter
1. 1 2  Svensk Uppslagsbok andra upplagan 1947–1955: Västra+Eneby socken
2. 1 2  Harlén, Hans; Harlén Eivy (2003). Sverige från A till Ö: geografisk-historisk uppslagsbok. Stockholm: Kommentus. Libris 9337075. ISBN 91-7345-139-8
3. ↑  Eneby&Typ=Alla&DatumFran=&DatumTill= Administrativ historik för Västra Eneby socken (Klicka på församlingsposten). Källa: Nationella arkivdatabasen, Riksarkivet.
4. 1 2  Sjögren, Otto (1931). Sverige geografisk beskrivning del 2 Östergötlands, Jönköpings, Kronobergs, Kalmar och Gotlands län. Stockholm: Wahlström & Widstrand. Libris 9939
5. 1 2  Nationalencyklopedin
6. ↑  Fornlämningar, Statens historiska museum: Västra Eneby socken
7. ↑  Fornminnesregistret, Riksantikvarieämbetet: Västra Eneby socken Fornminnen i socknen erhålls på kartan genom att skriva in sockennamn (utan "socken") i "Ange geografiskt område"
8. ↑  Mats Wahlberg, red (2003). Svenskt ortnamnslexikon. Uppsala: Institutet för språk och folkminnen. Libris 8998039. ISBN 91-7229-020-X. https://isof.diva-portal.org/smash/get/diva2:1175717/FULLTEXT02.pdf